# Стамериенская волость
Ста́мериенская волость (латыш. Stāmerienas pagasts) — одна из четырнадцати территориальных единиц Гулбенского края Латвии. Находится в районе Гулбенского вала Алуксненской возвышенности и частично на Адзельском подъёме Восточнолатвийской низменности на северо-востоке страны.
Граничит с Литенской, Страдской и Белявской волостями своего края, а также с Калнцемпской, Аннинской и Яунаннинской волостями Алуксненского края.
Наиболее крупные населённые пункты Стамериенской волости: Вецстамериена (волостной центр), Калниена, Стамериена, Лачплеши, Намсади, Путрани, Медни, Аболини, Сколас, Станцмуйжа, Стурастас.
По территории волости протекают реки: Дзелзупе, Казупе, Мелнупите, Папарзе, Погупе, Радупе.
Крупные водоёмы: озёра Калниенас, Каугуру, Лудза, Погас, Стамериенас.
Наивысшая точка: 154,1 м.
Национальный состав: 92 % — латыши, 6,2 % — русские, 1 % — белорусы.
Волость пересекают автомобильные дороги Гулбене — Виляка, Литена — Алуксне, железнодорожная линия Рига — Вецуми (пассажирское движение прекращено в 2001 году) и узкоколейная железная дорога Гулбене — Алуксне (железнодорожные станции Стамериена, Калниена, остановочный пункт Дундери).

## История
В XII веке земли нынешней Стамериенской волости входили в состав латгальской исторической области Талава. В дальнейшем они оказались во владении Рижского архиепископа (XIII век), отходили к Польше (XVI век), Швеции (XVII век) и Российской империи (XVIII век). На территории волости в XIX веке находились Калнамуйжское и Стамериенское поместья.
В 1851 году у жителей волости появилась возможность пользоваться услугами практикующего врача, в 1896 году — аптеки. В 1867 году была открыта волостная школа, в 1870 году — Стамериенская православная церковно-приходская школа.
В 1935 году территория Стамериенской волости составляла 87.9 км², в ней проживало 2192 человека.
После Второй мировой войны были организованы несколько колхозов, позднее объединившиеся в колхоз «Калниена» и совхоз «Стамериена» (оба ликвидированы в начале 1990-х).
В 1945 году в Стамериенской волости Мадонского уезда были образованы Лейский и Стамериенский сельские советы. В 1949 году произошла отмена волостного деления, после чего Стамериенский сельсовет Гулбенского уезда входил в состав Гулбенского района. В 1954 году к Стамериенскому сельсовету был присоединён ликвидированный Калниенский сельсовет. В 1960 году — часть территории Вецгулбенского сельсовета. В 1965 году территория совхоза «Стамериене» Литенского сельсовета. В 1973 — ликвидированный Вецгулбинский сельсовет. В 1977 году — часть Аннинского сельсовета, при этом часть Стамериенского сельсовета была передана в подчинение Аннинскому и Страдскому сельсовету. В 1979 году к Страдскому сельсовету перешла ещё одна часть.
В 1990 году Стамериенский сельсовет был реорганизован в волость. В 2009 году, по окончании латвийской административно-территориальной реформы, Стамериенская волость вошла в состав Гулбенского края.
На сегодняшний день в волости находятся 29 экономически активных предприятий, Калниенская и Стамериенская начальные школы, 2 Дома культуры (в Калниене и Вецстамериене), открытая эстрада, 2 библиотеки, докторат, аптека, 2 почтовых отделения.

## Известные уроженцы и жители
- Эдвард Лидскалнин (1887—1951) — эксцентричный американский скульптор-любитель